# Arno Motulsky
Arno Gunther Motulsky (* 5. Juli 1923 in Fischhausen, Ostpreußen; † 17. Januar 2018 in Seattle) war ein deutsch-amerikanischer Arzt, Genetiker und Mitbegründer der Pharmakogenetik. Von 1959 bis zu seiner Pensionierung war er Direktor der Klinik für Genetik an der University of Washington in Seattle. In einem Nachruf in der New York Times wurde der Direktor der US-amerikanischen National Institutes of Health, Francis Collins, mit den Worten zitiert: „Der Zusammenhang zwischen Vererbung und dem Ansprechen auf Arzneimittel-Therapie, darüber hat niemand nachgedacht bis er vor 60 Jahren damit begonnen hat.“

## Leben

### Flucht nach Amerika
Arno Motulsky wuchs in Fischhausen auf, einer Kleinstadt an der Samlandküste in der Nähe von Königsberg in der damaligen Provinz Ostpreußen. Er entstammte einer jüdischen Familie und besuchte bis 1937 ein Humanistisches Gymnasium in Königsberg. Die nach der sogenannten Machtergreifung der Nationalsozialisten stetig größer gewordene Diskriminierung der Juden in Deutschland veranlasste seine Familie jedoch 1937, nach Hamburg umzuziehen, in der Absicht, von dort aus in die Vereinigten Staaten auszuwandern. Arnos Vater gelang es 1938 nach Kuba überzusiedeln, von wo aus er hoffte, alsbald zu seinem Bruder in Chicago zu gelangen und sodann seine Familie nachholen zu können. Tatsächlich gelang es der Mutter im Mai 1939, für sich, ihre beiden Söhne und ihre Tochter die Ausreise nach Kuba an Bord der St. Louis zu organisieren.
Die Passagiere – darunter zahlreiche aus Konzentrationslagern Entlassene – hatten zwar gültige Touristenvisa für Kuba, aber da Kuba kurz zuvor besondere Regelungen für Einwanderer in Kraft gesetzt hatte, verweigerte die kubanische Regierung ihnen Ende Mai, nach ihrer Ankunft in Havanna, die Einreise. Arno Motulskys Vater versuchte, seine Familie mit Hilfe eines gemieteten Motorboots von Bord zu holen, was jedoch misslang. Da sich auch die US-Regierung und die Regierung von Kanada weigerten, die Flüchtlinge aufzunehmen, fuhr die St. Louis schließlich zurück nach Europa. Zwei Tage vor ihrer Ankunft im Ärmelkanal erklärten sich Belgien, das Vereinigte Königreich, Frankreich und die Niederlande bereit, den Reisenden an Bord der St. Louis Asyl zu gewähren, und das Schiff konnte seine lange Irrfahrt in Antwerpen beenden. Die Motulskys wurden daraufhin in Brüssel untergebracht; dem Vater gelang es kurz darauf, wie geplant nach Chicago überzusiedeln.
Frau Motulsky bemühte sich nun von Brüssel aus um Einreisepapiere für die USA, was ihr am 1. Mai 1940 auch gelang. Bevor sie eine Schiffspassage buchen konnte, wurde Belgien ab dem 10. Mai von deutschen Truppen angegriffen. Daraufhin wurden die Motulskys und tausende andere Deutsche von der belgischen Polizei als „feindliche Ausländer“ verhaftet. Die Mutter und die beiden jüngeren Geschwister wurden kurz darauf wieder freigelassen, aber alle Männer und auch der 16-jährige Arno wurden in Viehwagen in ein Internierungslager im Westen von Frankreich verfrachtet. Mit dem Vormarsch der deutschen Armeen, wurden die Internierten nach Südfrankreich in ein Lager bei Saint-Cyprien deportiert. Nach dem Waffenstillstand von Compiègne (1940) wurden die meisten internierten Deutschen freigelassen, während die Juden weiterhin unter stetig schlechter werdenden Bedingungen festgehalten und überwiegend in das Internierungslager Gurs verlegt wurden.
Da Arno Motulsky im Besitz eines weiterhin gültigen Einreisevisums für die USA war, gelang es ihm jedoch, nach Aix-en-Provence in ein Durchgangslager verlegt zu werden, von wo aus er nach Marseille reisen durfte, um sein Visum zu erneuern. Sein Vater schickte ihm telegraphisch 350 US-Dollar für die Schiffspassage zu, und zehn Tage vor seinem 18. Geburtstag genehmigte man ihm 1941 die Ausreise über Spanien nach Portugal; die nazi-freundliche spanische Diktatur verweigerte damals 18- bis 40-jährigen deutschen Juden die Durchreise. Von Lissabon aus erreichte Motulsky schließlich zunächst New York City und später seine Verwandten in Chicago. Seine Mutter und seine Geschwister überlebten den Holocaust in Europa. Vor den deutschen Besatzern waren sie zunächst aus Brüssel nach Frankreich geflohen, wo sie jedoch von deutschen Truppen aufgegriffen und ins besetzte Brüssel zurückgeschickt wurden. Als sie 1943 nach Polen deportiert werden sollten, gelang es ihnen, mithilfe belgischer Freunde unterzutauchen, mit falschen Papieren per Zug zur französisch-schweizerischen Grenze zu fahren und diese Grenze nachts zu Fuß zu überschreiten. In der Schweiz wurden sie von der Polizei aufgegriffen, aber, da sie im Besitz amerikanischer Einreisevisa waren, nicht nach Deutschland abgeschoben, sondern in leeren Hotels untergebracht. Nach dem Ende des Zweiten Weltkriegs siedelte die Mutter mit ihren beiden Kindern in die USA über.

### Werdegang in den USA
Nachdem Arno Motulsky im Alter von 18 Jahren in die USA gelangt war, normalisierte sich sein Leben allmählich wieder. In den französischen Internierungslagern hatte er die Arbeit der Ärzte beobachtet und schätzen gelernt, weswegen er in Chicago medizinische Abendkurse besuchte. Obwohl er noch nicht die US-Staatsbürgerschaft angenommen hatte, wurde er zur Armee eingezogen und von dieser zum Studieren im Fach Medizin an die Yale University abgeordnet; die weitere Ausbildung nach dem Grundstudium erfolgte im Rahmen eines speziellen Programms für Militärärzte ab 1944 an der University of Illinois at Chicago, die er dort 1947 mit der Promotion abschloss. Weitere Ausbildungsstationen waren das Michael Reese Hospital in Chicago, wo durch seinen Mentor Karl Singer sein Interesse für das Spezialgebiet der Hämatologie geweckt wurde.
1953 wechselte Motulsky an die University of Washington, um dort Hämatologie zu unterrichten, widmete sich aber zunehmend dem Verständnis der genetisch bedingten Empfindlichkeit gegenüber Arzneimitteln, also dem Zusammenhang von Pharmakologie und Populationsgenetik. Nach einem Gastjahr (1956/57) bei Lionel Penrose am Galton Laboratory des University College London arbeitete er in Washington unter anderem über hämolytische Anämien, im Speziellen über die Glucose-6-phosphat-Dehydrogenase sowie über das Entstehen von Arteriosklerose im Zusammenwirken von Vererbung und Umwelteinflüssen. Ihm gelang als erstem eine experimentelle Knochenmarktransplantation (bei Weißfußmäusen) zur Heilung der Kugelzellenanämie. Ein weiteres Forschungsthema war die Molekulargenetik der Farbwahrnehmung. Zusammen mit seinem Post-Doktoranden Joseph L. Goldstein legte er die Grundlage zur Erforschung der familiären Hyperlipoproteinämie, deren Fortführung Goldstein und seinem Kollegen Michael Stuart Brown 1985 den Nobelpreis für Physiologie oder Medizin einbrachte. Ferner widmete Motulsky sich der Erforschung der genetischen Folgen der Atombombenabwürfe auf Hiroshima und Nagasaki und den Wirkungen von Arzneimittel bei den Opfern.
Arno Motulsky publizierte mehr als 400 wissenschaftliche Fachveröffentlichungen und verfasste als Co-Autor das mehrfach neu aufgelegte Standardwerk für das Studium der Humangenetik, Human Genetics. Problems and Approaches.

## Ehrungen
Arno Motulsky war unter anderem Mitglied der National Academy of Sciences, der American Philosophical Society und der American Academy of Arts and Sciences. 1977 hielt er die George M. Kober Lecture. 2003 verlieh ihm die Deutsche Gesellschaft für Humangenetik ihre GfH-Ehrenmedaille. Im Jahr 2009 wurde ihm vom Hebrew Union College der Dr. Bernard Heller Prize zuerkannt.
Seit 2009 veranstaltet der Fachbereich Medizin der University of Washington zu Ehren des Ehepaars Motulsky die jährlich stattfindende Arno & Gretel Motulsky Annual Lecture.

## Veröffentlichungen (Auswahl)
- mit Friedrich Vogel: Human Genetics. Problems and Approaches. Springer Verlag, 4. Auflage 2010, ISBN 978-3-540-37653-8.

## Belege
1. ↑  In memoriam: Arno Motulsky (Memento vom 22. Januar 2018 im Internet Archive). Nachruf, im Original publiziert von der University of Washington am 17. Januar 2018.
Traueranzeige auf legacy.com.
2. ↑  Arno Motulsky, a Founder of Medical Genetics, Dies at 94. (Memento vom 3. Februar 2022 im Internet Archive). Im Original publiziert auf nytimes.com vom 29. Januar 2018.
3. ↑  Holding Out Hope in a Cruel World. (Memento vom 11. Juli 2013 im Internet Archive). Im Original publiziert auf washington.edu vom 25. Juni 2015 (PDF, 1,3 MB).
4. ↑  Arno Motulsky History. (Memento vom 4. März 2016 im Internet Archive). Im Original publiziert auf washington.edu, Stand: 2010.
5. ↑  Noted geneticist once was turned away from U.S. shores. (Memento vom 8. Oktober 2014 im Internet Archive). Im Original publiziert auf hsnewsbeat.uw.edu vom 10. Januar 2014.
6. ↑  Professor Arno Motulsky, Träger der GfH-Ehrenmedaille. (Memento vom 9. Januar 2014 im Internet Archive). Im Original publiziert von der Deutschen Gesellschaft für Humangenetikim Jahr 2003.
7. ↑  Dr. Arno Motulsky Received 2009 Dr. Bernard Heller Prize at Hebrew Union College. (Memento vom 9. November 2016 im Internet Archive) Auf: huc.edu, zuletzt abgerufen am 9. Mai 2022.
8. ↑  The Arno & Gretel Motulsky Annual Lecture. Auf: medgen.uw.edu, zuletzt abgerufen am 9. Mai 2022.

| Personendaten    | Personendaten                              |
| ---------------- | ------------------------------------------ |
| NAME             | Motulsky, Arno                             |
| ALTERNATIVNAMEN  | Motulsky, Arno G.                          |
| KURZBESCHREIBUNG | US-amerikanischer Hämatologe und Genetiker |
| GEBURTSDATUM     | 5. Juli 1923                               |
| GEBURTSORT       | Fischhausen, Ostpreußen                    |
| STERBEDATUM      | 17. Januar 2018                            |
| STERBEORT        | Seattle                                    |